# Lykke (namn)

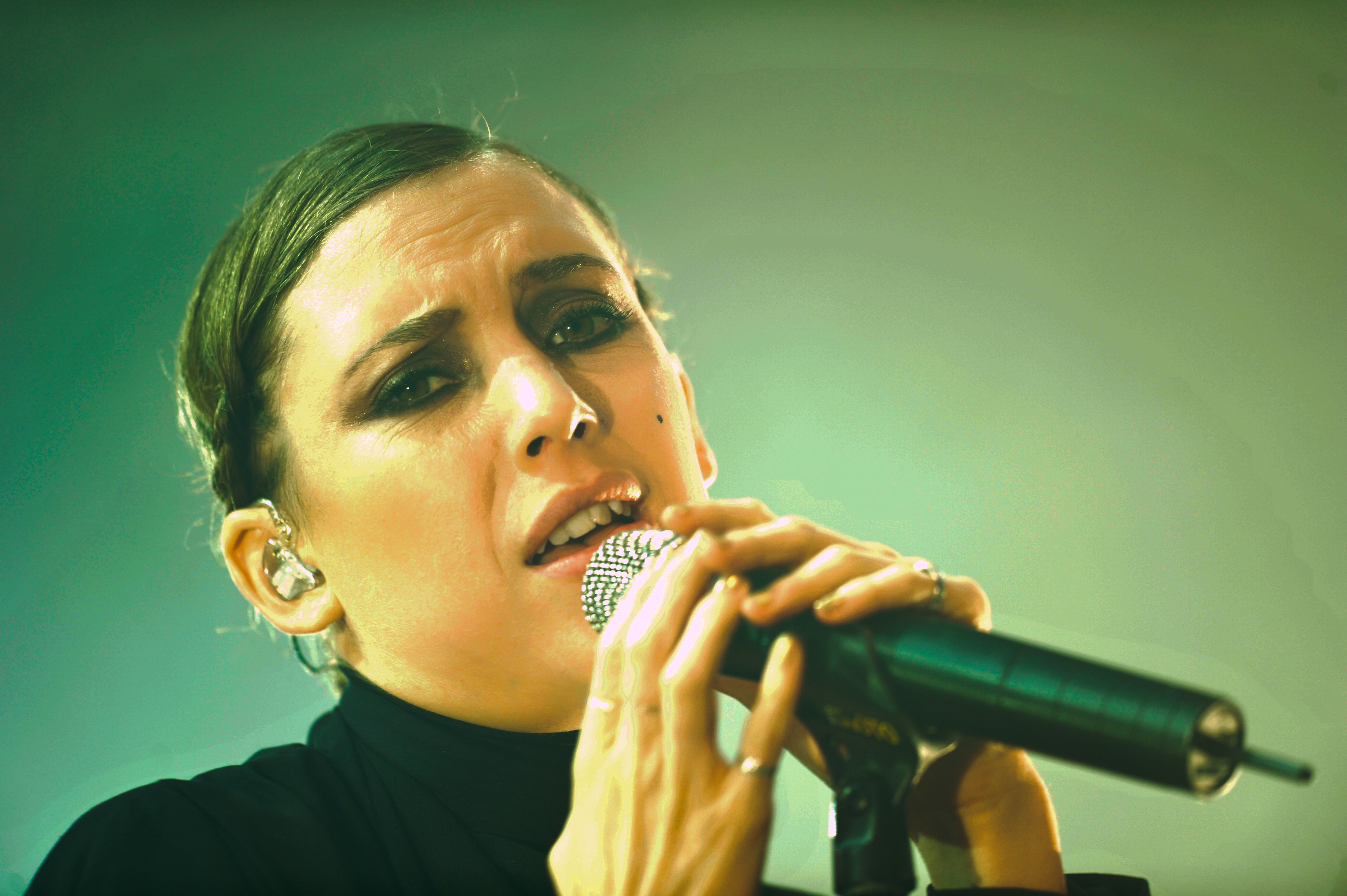
Lykke Li, 2011.

Lykke är ett danskt och norskt namn med betydelsen "lycka". Namnet har ökat i popularitet även i Sverige de senaste åren. I Sverige stavas namnet även Lycke. I februari 2020 fanns det 1782 kvinnor och 22 män med tilltalsnamnet Lykke samt 139 kvinnor och 23 män med tilltalsnamnet Lycke
I den finlandssvenska namnsdagslängden har Lykke namnsdag 6 september sedan 2025.

## Kända personer med namnet Lykke
- Lykke Li, född 1986, svensk musiker.